# Aufstand in der Georgsnacht
Als Aufstand in der Georgsnacht (estnisch Jüriöö ülestõus) bezeichnet man eine Rebellion der estnischen Landbevölkerung gegen die deutschen und dänischen Herren des Landes zwischen 1343 und 1345. Eine wesentliche Folge des missglückten Aufstandes war der Verkauf der dänischen Besitzungen in Estland an den Deutschen Orden im darauffolgenden Jahr 1346.

## Vorgeschichte
In verschiedenen Kreuzzügen (seit 1193 mit päpstlicher Billigung) und als Folge der Ostkolonisation hatten im Verlauf des 13. Jahrhunderts Dänen und Deutsche Estland und Livland unter ihre Herrschaft gebracht. Die neuen Herren brachten das Christentum mit, beseitigten die bisherigen politischen Strukturen und führten ein strenges Steuer- und Abgabenwesen ein. Die autochthone estnische und livländische Landbevölkerung wurde größtenteils unterworfen und zu Unfreien gemacht.
Der Nordteil Estlands mit den Provinzen Viru (deutsch Wierland) und Harju (Harrien) mit der Hauptstadt Tallinn (Reval) unterstand seit 1271 dem König von Dänemark, der den Titel eines „Herzogs von Estland“ trug. Dessen Herrschaft blieb allerdings schwach. Immer mehr deutsche Einwanderer siedelten sich als dänische Vasallen auf dem Land an. Daneben gab es einige estnische Vasallen, während die bäuerliche Mehrheit der Bevölkerung unmündig blieb.

## Aufstand
In der Georgsnacht, dem 23. April des Jahres 1343, kam es zunächst in Harju zum Aufstand der ländlichen estnischen Bevölkerung gegen die ausländischen Machthaber. Ihr schlossen sich möglicherweise auch einige estnische Vasallen an. Hauptsächlich durch den Chronisten Bartholomäus Hoeneke, dem Kaplan dreier Landmeister des Deutschen Ordens, und seine in Mittelniederdeutsch geschriebene Jüngere Livländische Reimchronik (um 1346/48 verfasst), sind die Ereignisse (freilich aus Ordenssicht) überliefert worden.
Danach sagten sich die Esten vom Christentum los und töteten alle Deutschen und Dänen, derer sie habhaft werden konnten. Nach Berichten sollen dem Aufstand 1.800 Menschen zum Opfer gefallen sein. Die Aufständischen eroberten das Zisterzienser-Kloster in Padise (Padis) und töteten dort 28 Mönche. Gleichzeitig begannen sie mit der Belagerung von Tallinn (Reval), der bedeutendsten dänischen Festung in Nordestland. Sie hofften auf Unterstützung des Königs von Schweden, dem sie Tallinn im Falle einer erfolgreichen Allianz versprachen. Weitere Hilfeersuchen gingen an die Vögte von Turku und Wyborg auf der anderen Seite des Finnischen Meerbusens.
Gleichzeitig brachen am 25. April im westestnischen Läänemaa (Wiek) weitere Volksaufstände aus. Besonders die Bischofsburg Haapsalu (Bischofsburg Hapsal) war das Ziel einer groß angelegten Belagerung der Esten.

## Entscheidung auf dem Schlachtfeld

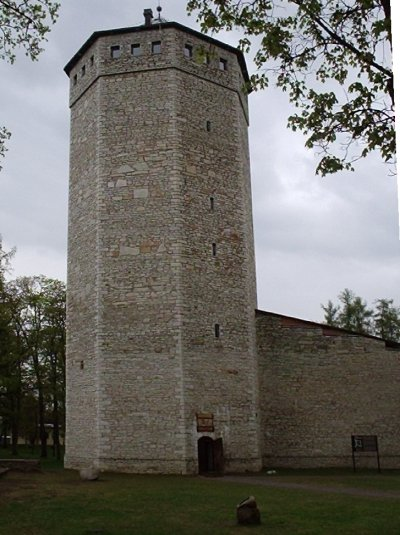
Turm der Burg von Paide

Die Aufständischen wählten als Anführer vier Esten, die sie „Könige“ nannten. Diese erklärten sich bereit, mit dem Deutschen Orden über die politische Neugestaltung in Estland und Livland zu verhandeln. Die Esten wollten die Oberhoheit des Ordens anerkennen, wenn sie diesem unmittelbar unterstehen würden. Die Verhandlungen fanden ab dem 4. Mai 1343 in der Burg von Paide (Weißenstein) in der Provinz Järva (Jerwen) statt. Während der Verhandlung ließ der Livländische Meister Burchard von Dreileben allerdings die vier Könige durch das Schwert hinrichten. Der Orden suchte daraufhin eine Entscheidung auf dem Schlachtfeld.
Am 11. und 14. Mai 1343 unterlagen die Esten in den Schlachten von Kimmole und Kanavere gegen die Truppen des Deutschen Ordens. Alle Anführer der Esten wurden getötet. Zu spät traf am 18. Mai ein schwedisch-finnisches Unterstützungskommando unter Dan Nilsson, dem Vogt von Turku, bei Tallinn ein, um den Esten zu Hilfe zu kommen. Nach Verhandlungen mit dem Orden zogen die schwedisch-finnischen Truppen kampflos ab. Der Aufstand war damit auf dem estnischen Festland niedergeschlagen.

## Saaremaa
Am 24. Juli 1343, als der Aufstand in Nordestland bereits beendet war, brach eine neue Rebellion auf der seit 1227 zum Dominium des Schwertbrüderordens gehörenden Insel Saaremaa (Ösel) aus. Die Kirchenfestung Pöide (Peude) wurde dabei von den estnischen Aufständischen eingenommen. Deutschstämmige Siedler und ausländische Kaufleute auf der Insel wurden getötet oder vertrieben. Anfang 1344 landeten Aufgebote des Deutschen Ordens auf der Insel. Bei den folgenden Kämpfen wurde der von den Esten ernannte König Vesse am 15. oder 17. Februar 1344 getötet. Hingegen konnte der Aufstand auf Saaremaa erst im folgenden Winter 1345/46 endgültig niedergeschlagen werden.

## Ergebnis
Alle wichtigen, bis dahin dänischen Städte in Estland fielen als Folge des Aufstands in der Georgsnacht in die Hand des militärisch und politisch gestärkten Deutschen Ordens, vor allem 1343 Tallinn und Rakvere (Wesenberg) sowie 1345 Narva. 1346 verkaufte der geschwächte König Waldemar IV. die Provinzen Harrien (Harju) und Wierland (Viru) für 19.000 Kölnische Silbermark an den Orden. Nach einer Nachforderung des dänischen Königs von 1352 stieg der endgültige Betrag auf 25.642 Mark, d. h. beinahe 6.000 Kilo Silber.

## Nachwirkungen
Seit dem 19. Jahrhundert war der Aufstand in der Georgsnacht ein zentrales Motiv im Freiheits- und Unabhängigkeitsstreben des estnischen Volkes. In zahlreichen historischen Novellen und Romanen wird er thematisiert und zum nationalen Mythos stilisiert. Am bekanntesten ist Eduard Bornhöhes Tasuja (deutsch Der Rächer) von 1880.
In der Zeit der sowjetischen Besetzung Estlands wurde der Aufstand als sozialer und politischer Widerstand der Esten gegen die Deutsch-Balten politisch instrumentalisiert.